# 가모노미야역 (사이타마현)
가모노미야역(일본어: 加茂宮駅)은 일본 사이타마현 사이타마시 기타구에 있는 사이타마 신도시 교통 이나 선의 역이다.

## 역 구조
상대식 승강장 2면 2선의 고가역이다. 도호쿠・조에쓰 신칸센의 고가 궤도를 끼고 위치한다. 개찰구는 오미야 방향에 있다.

### 승강장
| 1 | ■ 이나 선(뉴셔틀) | 마루야마・우치주쿠 방면     |
| 2 | ■ 이나 선(뉴셔틀) | 데쓰도하쿠부쓰칸・오미야 행 |

## 역 주변
역은 국도 제17호선(오미야 우회)변에 있고, 남쪽에 옛 나카센도(사이타마 현도 164호 고노스오케가와사이타마 선)와의 교점으로 히가시오나리마치 교차점, 그 전에 JR을 넘어가면 오나리 과선교가 있다.
옛 후지 중공업 공장 부지를 재개발한 쇼핑 센터 "스텔라 타운"과 사이타마 시 기타 구청(플라자 노스)의 근처역이다.
역명의 유래인 "가모 신사"는, 구 나카 센도를 북상하고 1.5km정도 앞(미야하라 역의 북쪽)에 있다.
- 오미야 가모노미야 우체국
- 돈키호테 오미야점
- 시마추 홈즈
- 사이타마 현 자동차학교
- 사이타마 현 경찰학교
- 오미야 로우 학원
- 사이타마 전기회관(사이타마 현 전기 공사 공업 조합)
- JR다카사키 선 미야하라역 - 북서쪽으로 약 1km.
- JR우쓰노미야 선 (도호쿠 본선) 도로역 - 동쪽으로 약 1.5km.

## 역사
- 1983년 12월 22일: 영업 개시.
- 2007년 3월 18일: IC카드 Suica 공용 개시.
- 2011년 4월 22일: 지상 대합실과 양쪽 플랫폼 사이에 엘리베이터가 설치되어 공용 개시.

## 사진

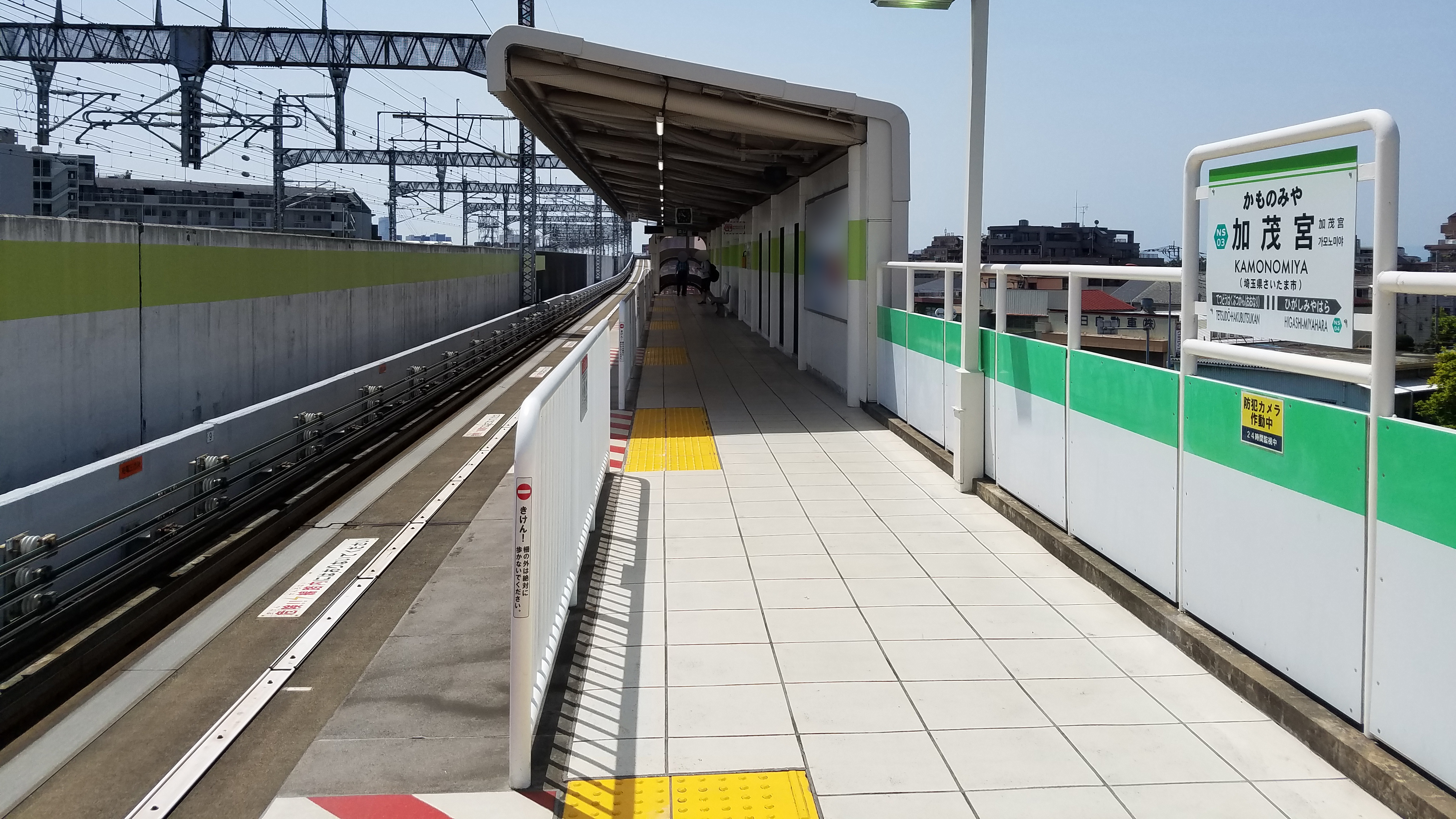
1번 승강장(2021년 5월 4일)

## 인접역
| 사이타마 신도시 교통 ■ 이나 선 | 사이타마 신도시 교통 ■ 이나 선 | 사이타마 신도시 교통 ■ 이나 선 |
| ------------------------------ | ------------------------------ | ------------------------------ |
| 데쓰도하쿠부쓰칸 오미야 방면   |                                | 히가시미야하라 우치주쿠 방면   |